# فيلهلم ماوزر
فيلهلم ماوزر (بالألمانية: Wilhelm Mauser) (ولد في 13 يناير 1882- 2 مايو 1834) هو مصمم أسلحة ألماني وشقيق بيتر بول ماوزر .